# Yacuma
Yacuma is een provincie in het departement Beni in Bolivia. De provincie heeft een oppervlakte van 34.686 km² en heeft 23.430 inwoners (2012). De hoofdstad is Santa Ana del Yacuma.
Yacuma is verdeeld in twee gemeenten:
- Exaltación
- Santa Ana del Yacuma

Cercado · 
Iténez · 
José Ballivián · 
Mamoré · 
Marbán · 
Moxos · 
Vaca Díez · 
Yacuma